# Chersotis larixia
Chersotis larixia là một loài bướm đêm thuộc họ Noctuidae. Nó được tìm thấy ở Tây Ban Nha, Pháp, Thụy Sĩ và Ý và Sicilia, cũng như Crete và Thổ Nhĩ Kỳ, phía đông to Armenia, Azerbaijan, Syria, Iran, Liban và Turkmenistan. Ở châu Âu, it is được tìm thấy ở mountainous regions, like Pyrenees, Anpơ và the Maritime Alps, up to heights of 2,000 mét.
Sải cánh dài khoảng 38 mm. Con trưởng thành bay từ tháng 6 đến tháng 8.
Ấu trùng ăn various low-growing plants.

## Phụ loài
- Chersotis larixia asiatica (Schwingenschuss, 1938) (Crete, Thổ Nhĩ Kỳ, Iran)
- Chersotis larixia larixia (Guenée, 1852) (tây nam châu Âu)
- Chersotis larixia erebina Boursin, 1940 (Azerbaijan, Iran, Russia)